# Henri de Villena
Pour les articles homonymes, voir Villena (homonymie).
Henri d'Aragon, dit le marquis de Villena, né à Cuenca en 1384, mort à Madrid en 1434, est un prince hispanique du XVe siècle, connu pour ses écrits controversés qui lui valurent le surnom d’Astrologue ou de Nécromancien. Il fut le dernier descendant légitime de la maison de Barcelone. 

## Vie
Henri de Villena est le fils de Pierre d'Aragon, marquis de Villena, arrière-petit-fils du roi Jacques II d'Aragon et de Jeanne de Castille, fille bâtarde du roi Henri II de Castille. Son père, Pierre (Pedro) fut dépossédé de son marquisat et mourut à la Bataille d'Aljubarrota (14 août 1385).
Henri fut alors élevé par son grand-père paternel, Alphonse d'Aragon, comte de Ribagorza, à la cour d'Aragon. Ce dernier tenta, sans succès, de faire restituer à son petit-fils le marquisat de Villena.
Sa parenté avec les rois de Castille et d'Aragon fut sans doute pour beaucoup dans ses épousailles, en 1398 avec Marie d'Albornoz, dame de nombreuses villes. À cette occasion il reçut de Jean II les comtés de Cangas et de Tineo. Mais le mariage fut de courte durée, probablement parce que le roi Henri III s'intéressa d'un peu trop près à la jeune femme et chercha le moyen légal de rompre le mariage, en faisant d'Henri le Grand-Maître de l'Ordre de Calatrava en 1404. Quoi qu'il en soit, l'union fut annulée après qu'Henri se fut déclaré impuissant. Tant son mariage que l'annulation de celui-ci ne furent que la conséquence de convenances familiales, car on sait qu'il eut quelques aventures avec des dames de la noblesse, dont l'un des fruits fut sa fille naturelle, Isabelle de Villena, figure littéraire incontournable du Siècle d'Or catalan.
Ce fut un homme de grande culture et de vaste érudition. Henri mit à profit son passage par l'ordre de Calatrava  pour acquérir de nouvelles connaissances, tant en astronomie qu'en théologie et en médecine.
Sa nomination essentiellement politique à l'Ordre de Calatrava souffrit des changements politiques de l'époque, de sorte qu'à la fin de l'année 1406, nombre des moines rassemblés à Calatrava préférèrent don Luis González de Guzmán et, à la mort du monarque protecteur d'Henri de Villena, refusèrent de lui obéir. Son élection fut annulée. C'est son rival qui fut choisi, après une longue compétition, et qui occupa sa place en 1415.
Henri de Villena se trouvait à Saragosse en 1414 et y exerça les fonctions de cortador (écuyer tranchant) lors du banquet de couronnement de Ferdinand d'Aragon après quoi il se retira à Valence jusqu'en 1417. Conscient de ses maigres aptitudes pour la guerre ou pour la vie politique, il se consacra à la littérature. À la mort de son oncle le duc Alphonse II de Gandie, le roi Alphonse V d'Aragon le priva de son héritage. Il dépendait principalement des revenus de sa femme et des pensions de son neveu Henri IV de Castille. Poète et prosateur de renom, il s'exprimait surtout en castillan, mais il pratiqua aussi le catalan. Il écrivit, entre autres, un Art poétique (Arte de trovar, 1433), ainsi que Les douze travaux d'Hercule (Los dotze treballs d'Hèrcules) qu'il offrit au chevalier messire Pierre Pardo (mossèn Pero Pardo), conseiller royal. Joanot Martorell se servit de la dédicace de cette œuvre pour celle qu'il plaça en tête de son Tirant le Blanc.
Atteint d'une fièvre maligne, il mourut à Madrid en décembre 1434. Sa réputation sulfureuse fit que le roi Jean II ordonna alors que l'on brûlât sa bibliothèque, mais fray Lope de Barrientes, évêque de Ségovie, n'obéit pas à l'ordre royal.

## Œuvre
Il aborda de nombreux thèmes, car sa vaste culture touchait aussi bien à la médecine qu'à la théologie, à l'astronomie et à la poésie. Mais il se distingua surtout en tant que traducteur de langues diverses. Certaines de ses œuvres furent détruites, et certaines de celles qu'on lui attribue sont de paternité douteuse.
Sa réputation de magicien inspira Juan Ruiz de Alarcón, Fernando de Rojas, José Zorrilla, Francisco de Quevedo et Juan Eugenio Hartzenbusch, qui l'introduisirent dans quelques-unes de leurs œuvres. Benito Jerónimo Feijoo lui consacre un long paragraphe dans son Théâtre critique universel (Teatro crítico universal ), tome 6, second discours.
Voici quelques-uns de ses ouvrages :
- Littérature
  - Art poétique (Arte de trovar ), 1433, dans lequel il introduit en castillan l'art poétique des troubadours.
  - Les douze travaux d'Hercules, 1417 (Los dotze treballs d'Hèrcules, qu'il traduit ensuite en castillan : Los doce trabajos de Hércules ).
  - Art de découper les viandes (Arte cisoria, titre apocryphe[5] écrit en 1423 et adressé à Sancho de Jarava, cortador mayor — premier écuyer tranchant — de Jean II de Castille)
- Astrologie
  - L'ange Raziel (Ángel Raziel ), œuvre détruite en autodafé.
  - Livre de la peste, (Libro de la peste ), ~1422.
  - Traité d'alchimie (Tratado de la alquimia ).
- Traductions
  - L'Énéide (La Eneida ), de Virgile, la première traduction dans une langue romane.
  - La nouvelle rhétorique de Tullius (La retórica nueva de Tulio ), de Cicéron.
  - La Divine Comédie (Divina Commedia), de Dante Alighieri.